# Агеєв Леонід Миколайович
Агеєв Леонід Миколайович (нар. 24 лютого 1921 — пом. 15 листопада 2005) — радянський військовий льотчик, Герой Радянського Союзу (1943), під час Німецько-радянської війни штурман ескадрильї.

## Життєпис
Народився 24 лютого 1921 року в місті Баштанка Миколаївської області в робітничій родині. Шкільні роки пройшли у Новій Одесі. Після закінчення десятирічки вступив до Краснодарського авіаційного училища, яке закінчив у 1940.
Учасник німецько-радянської війни з червня 1941 року. На початок 1943 року штурман загону 7-го авіаційного полку 53-ї авіаційної дивізії авіації далекої дії (АДД) старший лейтенант Л. М. Агеєв здійснив 219 бойових вильотів на бомбардування військових об'єктів у глибокому тилу ворога. Всього до листопада 1943 року здійснив 222 вдалих бойових вильоти, з них 185 — на ТБ-3.
У листопаді 1943 року направлений на навчання до Військово-повітряної академії, що перебувала в евакуації в Оренбурзі. У травні 1944 року через хворобу був змушений залишити навчання, перебував у розпорядженні Головного штурмана АДД.
Згодом направлений до льотного центру удосконалення штурманського складу, де залишався інструктором до листопада 1950 року.
На початку 1951 року одним з перших на Ту-4 починає освоєння басейну Арктики.
По закінченні полярної експедиції переведений на посаду старшого штурмана-інспектора АДД.
У 1962 році полковник Агеєв вийшов у запас. Працював на ремонтному заводі в Астаф'єво, з 1969 по 1986 роки — начальник штурманської служби ЛІС КБ Камова.
Помер 15 листопада 2005 року. Похований у місті Люберці Московської області.

## Нагороди і почесні звання
Указом Президії Верховної Ради СРСР від 25 березня 1943 року старшому лейтенанту Агеєву Леоніду Миколайовичу присвоєне звання Героя Радянського Союзу з врученням ордена Леніна і медалі «Золота Зірка» (№ 832).
Також нагороджений орденами Червоного Прапора, Вітчизняної війни 1-го ступеня, чотирма орденами Червоної Зірки, медалями.
Почесний громадянин міста Люберці Московської області.
Почесний громадянин Нової Одеси.